# Paralimni
Paralimni (Grieks: Παραλίμνι; Turks: Paralimni) is een stad in het zuidoosten van Cyprus, gelegen in het district Famagusta. Sinds de Turkse invasie van Cyprus in 1974 is Paralimni behoorlijk gegroeid in omvang omdat veel vluchtelingen uit het bezette noordelijke deel van Cyprus naar deze stad trokken. Veel inwoners zijn werkzaam in het toerisme in Protaras en Agia Napa. In Paralimni wonen ongeveer 15000 mensen. Het is in omvang en belang toegenomen door de migratie van veel vluchtelingen die het noorden ontvluchten. Veel van de mensen die in de toeristenindustrie van Protaras en Agia Napa werken, wonen in Paralimni, het nu tijdelijke administratieve centrum van het district Famagusta en de grootste gemeente van Grieks-Cyprioten in het gebied dat door het district wordt gecontroleerd. Het is geworden wat lijkt op een kleine hoofdstad van het onbezette gebied van Famagusta. Veel arbeiders in de toeristische sectoren van Protaras en Ayia Napa wonen in Paralimni, dat nu het tijdelijke administratieve centrum is van het district Famagusta en de grootste gemeente in het district onder controle van de  internationaal erkende Republiek Cyprus.

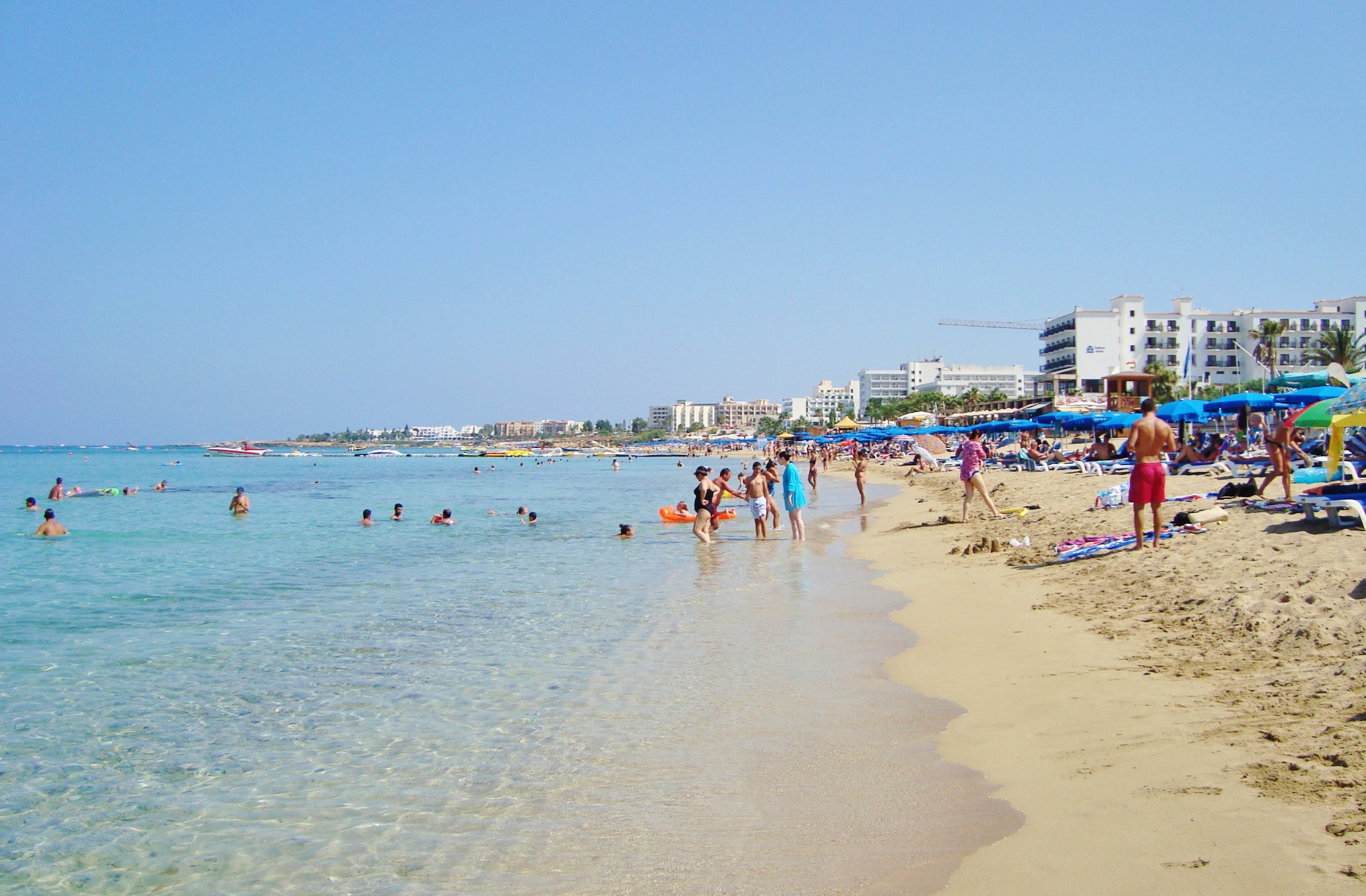
Resort Protaras de Paralimni in juli 2011

## Natuurlijke omstandigheden
De stad Paralimni ligt in het uiterste zuidoosten van het eiland Cyprus; 110 kilometer ten oosten van de hoofdstad Nicosia. De stad was van oudsher een buitenwijk van Famagusta (tot de bezetting van de stad). Het ligt vlak bij de Middellandse Zee, ongeveer 80 meter boven de zeespiegel, aan de zuidoostkant van het centrale plateau Mesaoria van het eiland. Daarom strekt de vlakte zich uit rond de stad in het noorden en stijgen de kustheuvels naar het zuiden. De stad had in 2011 ongeveer 15.000 inwoners.

## Geschiedenis
Het woord Paralimni betekent "in het meer". Historisch gezien werd Paralimni gebouwd aan de oevers van een ondiep meer, dat alleen in de winter met water gevuld was.
Aan het begin van de 20e eeuw werd als resultaat van de uitgevoerde werkzaamheden de gehele bodem van het meer teruggewonnen voor landbouwdoeleinden. Paralimni is niet altijd geweest wat het nu is. Het is oorspronkelijk gebouwd op een heuvel, die tussen Deryneia en de huidige locatie ligt.
In de 15e eeuw werd het echter landinwaarts verplaatst om ontdekking door piraten te voorkomen. Er wordt gezegd dat de eerste die zich in Paralimni vestigde net na de verovering van de stad, in de buurt van Famagusta, door de Ottomaanse Turken in 1571 arriveerde. De eerste nederzetting heette Saint Demetrius en deze plaats draagt nog steeds zijn naam.
In 1986 werd Paralimni na een referendum een gemeente. In mei 1986 werden de eerste verkiezingen gehouden voor de functie van burgemeester en de gemeenteraad. Nikos Vlittis werd verkozen tot de eerste burgemeester, die diende van 1986 tot 2006. In december 2006 verloor hij het burgemeesterschap aan Andreas Evaggelou, die diende tot 2011.
Architectonisch is Paralimni onbeschreven, er is weinig of niets over van het oorspronkelijke dorp. Buiten het stadscentrum zijn de huizen niet erg aantrekkelijk en zien ze eruit als kleine rechthoekige blokken. De zeer aantrekkelijke tuinen maken dat meer dan goed, vooral wanneer de bomen in bloei staan of fruit dragen. Het lijkt er echter op dat de nieuwe en opkomende generaties, met beter inkomen dan hun ouders en grootouders, grote hoeveelheden geld uitgeven aan het bouwen van schilderachtige moderne huizen.
Midden in het hart van Paralimni is een commercieel centrum met veel winkels en trendy cafés en bars. Vanwege het feit dat Paralimni snel in omvang is gegroeid, hebben de grootste levensmiddelenwinkels van het eiland daar vestigingen gebouwd of gehuurd, zoals Carrefour, Orfanides. Er zijn ook veel lokale supermarkten, zoals Kokkinos.
Het landschap rond Paralimni heeft vruchtbare rode gronden, waar de beroemde Cypriotische aardappelen worden verbouwd. De pittoreske windmolens die worden gebruikt om water uit ondergrondse watervoerende lagen te halen om het omliggende land te irrigeren, zijn prestigieus. Helaas zijn veel van hen nu in puin, vervangen door elektrische of diesel aangedreven pompen. Vóór de opkomst van het toerisme waren de rijke landbouwgronden rond Paralimni de bron van zijn rijkdom en zijn ze nog steeds van groot belang.

## Sport
De plaatselijke voetbalclub, Enosis Neon Paralimni, speelt in de Cypriotische Eerste Divisie. die speelt in de Cypriotische eerste divisie is het voetbalteam van de stad. Michalis Konstantinou, de beroemde oud-voetballer voor Iraklis FC, Panathinaikos en Olympiacos, werd geboren in Paralimni. Hij begon zijn carrière ook bij het stadsteam. Er is ook een conferentiekant in Paralimni genaamd Anorthosis Paralimniou.

## Protaras
Protaras (Grieks: Παραλίμνι), is overwegend toeristisch. Het valt onder de administratieve jurisdictie van de gemeente Paralimni. In de oudheid, waar Protaras nu lijkt te liggen, was de oude stadstaat Leukolla. De stad heeft een veilige haven waar de Atheense Demetrius Poliorketes in het jaar 306 a. C. hij zocht zijn toevlucht, op zoek naar Ptolemaeus, een van de opvolgers van Alexander de Grote. In de slag werd Ptolemaeus verslagen en vluchtte naar Egypte, Cyprus een tijdlang achterlatend in de handen van Demetrius.
Protaras heeft prachtige zandstranden met helder hemelsblauw water en het bekendste strand in de omgeving is Fig Tree Bay. Protaras staat ook bekend als "het land van de windmolens", met behoud van de nostalgische kwaliteit van het verleden.
Tegenover het succes van Ayia Napa (dat slechts een paar kilometer verderop ligt), is het een resort van aanzienlijke omvang geworden, met tientallen grote hotels, hotels en appartementen, villa's, restaurants, pubs en allerlei soorten faciliteiten een modern vakantieoord zou moeten hebben. Omdat het stiller is dan Ayia Napa en minder clubscene heeft, heeft het de reputatie voornamelijk gericht te zijn op familie- en Cyprus-toerisme.
Cape Greco ligt op 10 minuten van het centrum van Protaras en wordt beschouwd als een van de mooiste plekken op het eiland.
Cape Greco leeft de faam van Ayia Napa, een zeemonster dat zou moeten lijken op een kruising tussen een dolfijn en een draak.

## Ecologie
Het seizoensgebonden meer van Paralimni is de thuisbasis van de Cypriotische slang (Natrix natrix cypriaca), die sinds de jaren zestig als uitgestorven werd beschouwd, totdat 'Snake George' (H. Wiedl) de soort in de jaren negentig herontdekte.
Als gevolg hiervan werd het meer uitgeroepen tot gebied van communautair belang. Desondanks heeft de regering van Cyprus de vergunning afgegeven voor de bouw van meer dan 300 huizen op de site, wat ertoe leidde dat de Europese Commissie juridische stappen tegen Cyprus promootte.
Andere gevaren die de slangengezichten zijn, zijn motorcross en de mens die ze doodt door onwetendheid en bijgeloof.

## Geboren in Paralimni
- Michalis Konstantinou, voetballer, geboren in Paralimni
- Solomos Solomou, opgegroeid in Paralimni, vermoord in 1996 door een Turkse officier in de VN-bufferzone
- Kyriakou Pelagia, bekende zanger vrouw van traditionele Cypriotische muziek, geboren in Paralimni
- Eleni Artymata, atlete
- Eleftheria Eleftheriou, zangeres
- Giorgos Tofas, voetballer

## Galerij

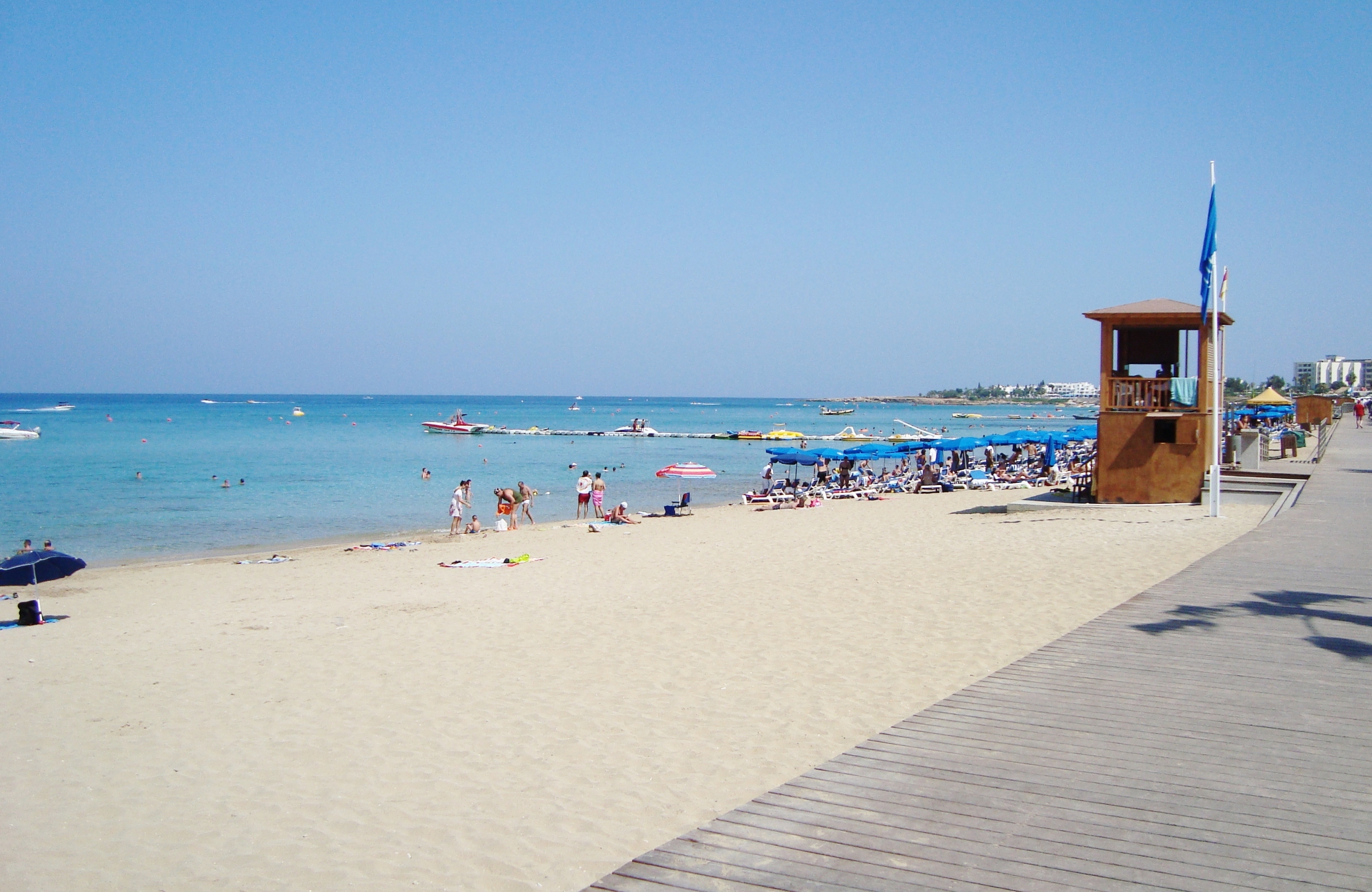
Een Protaras-strand in de zomer
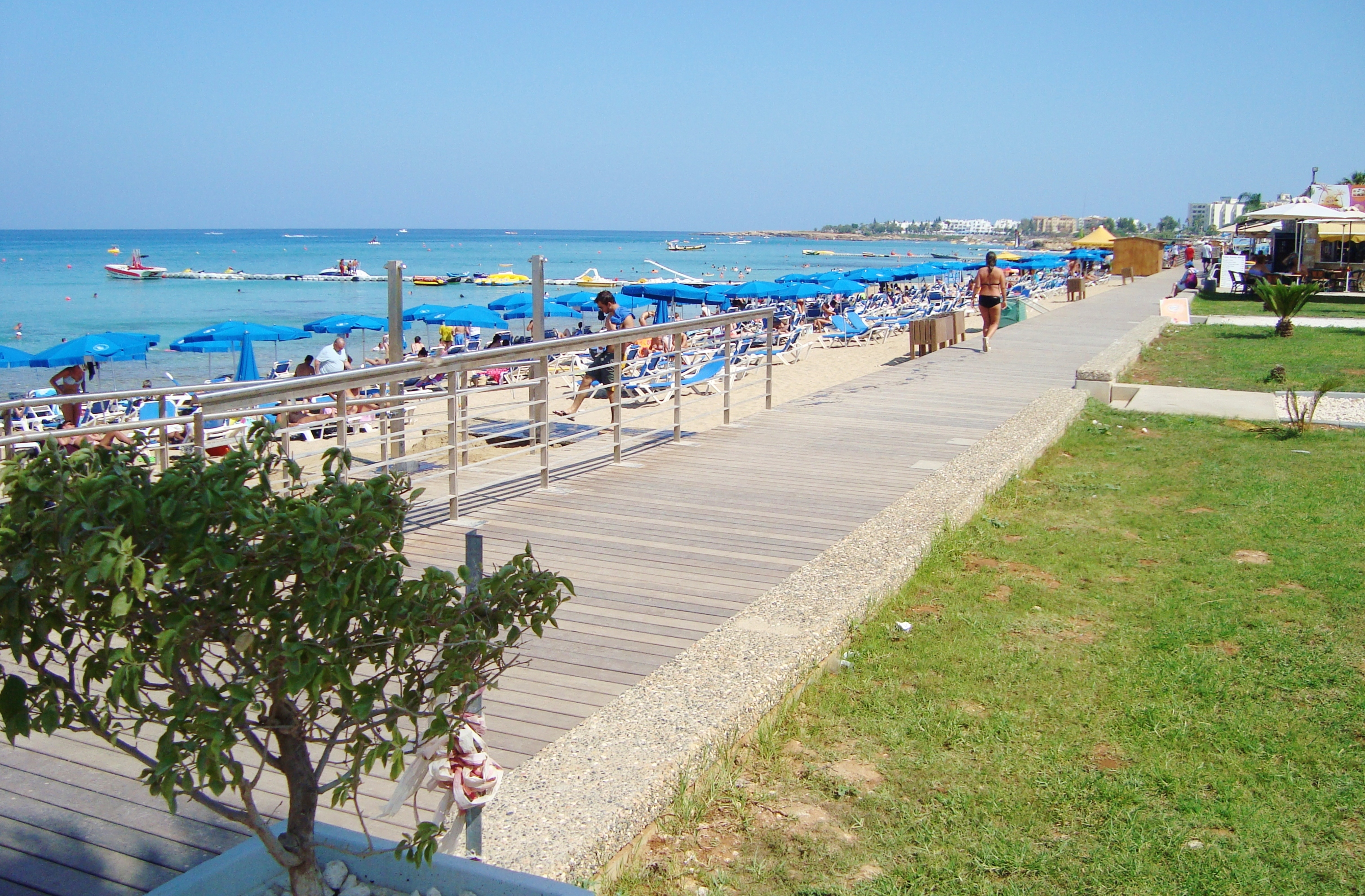
Een houten voetgangersstraat naast het strand
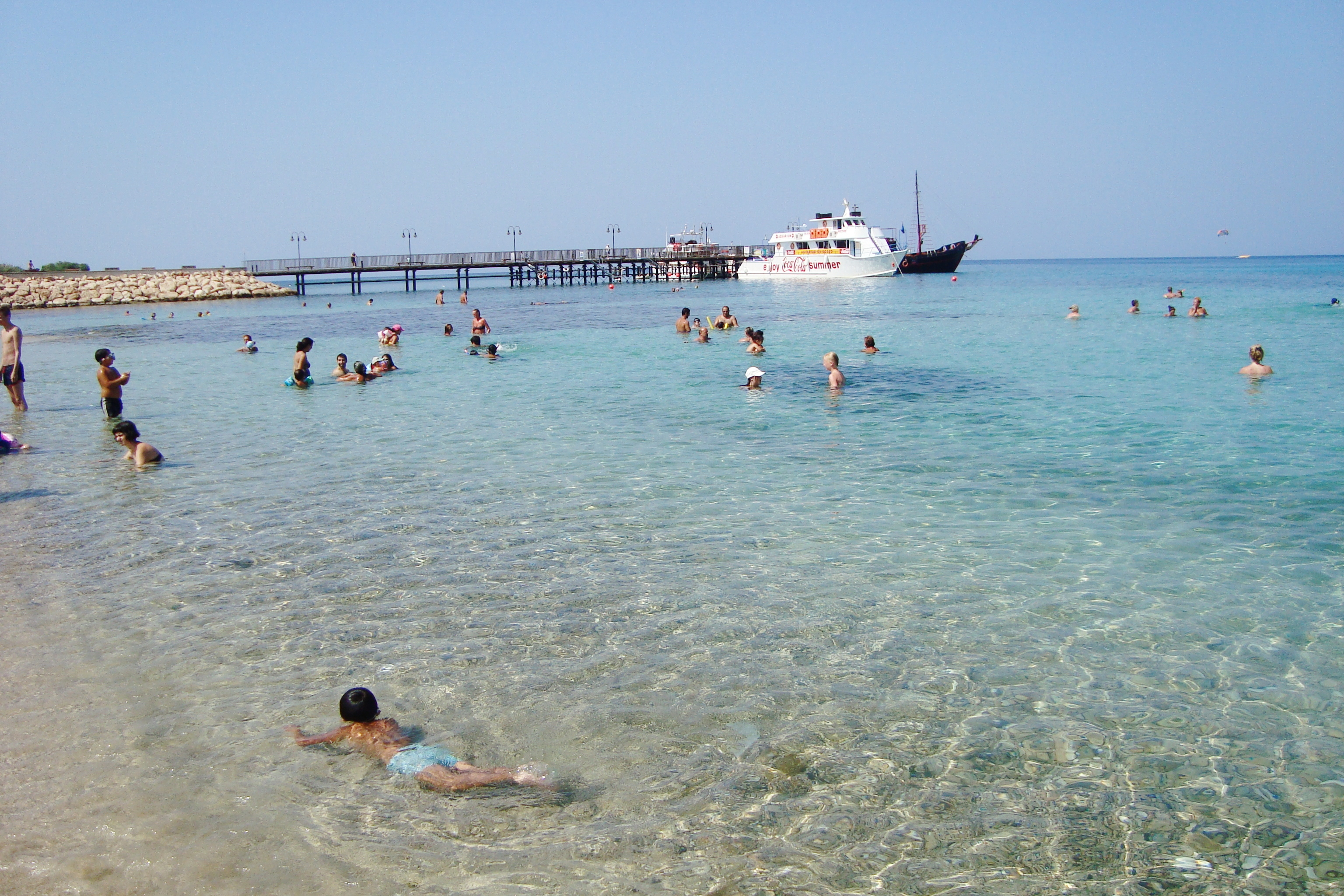
De wandeling langs het strand
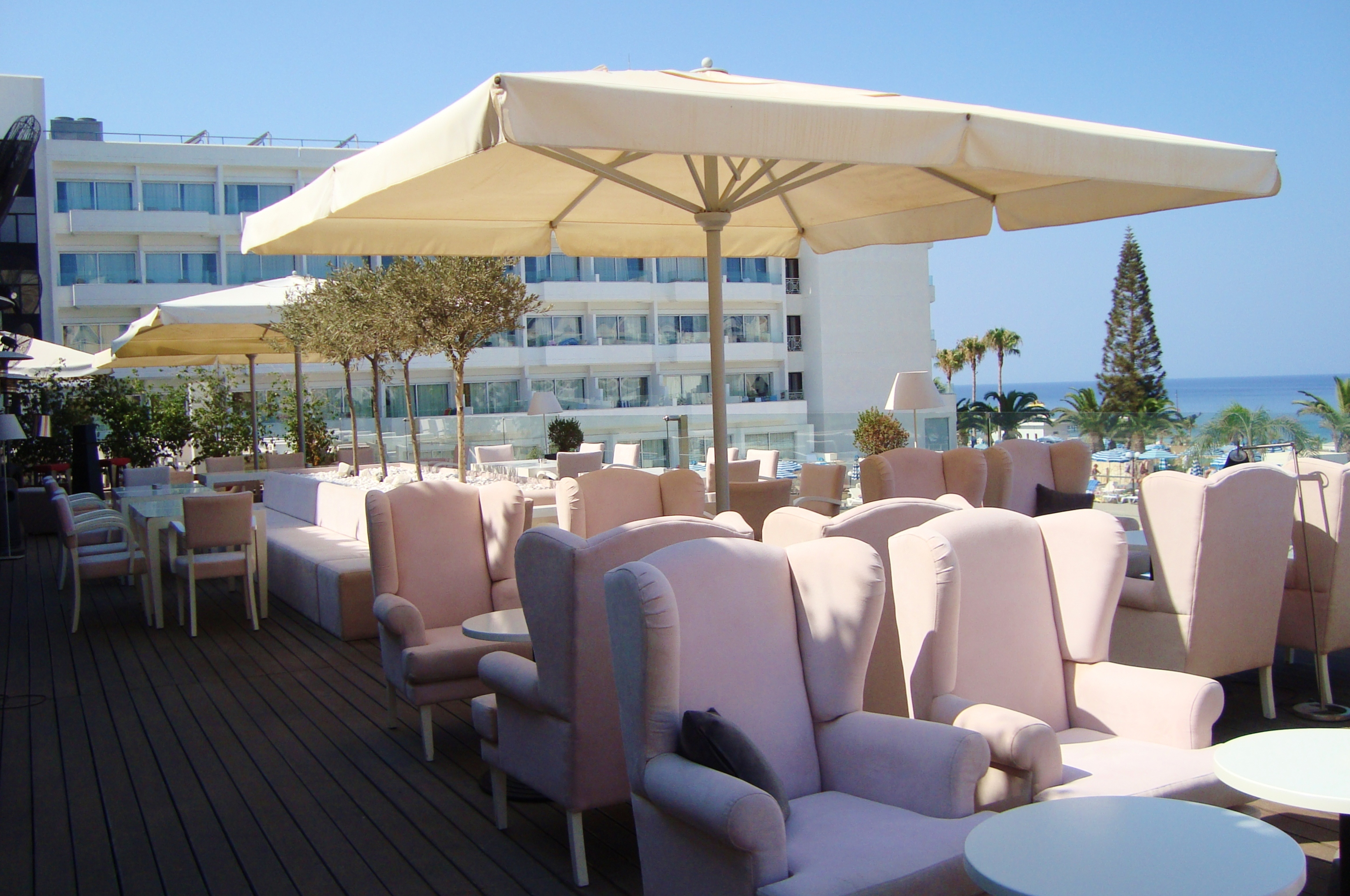
Een café met uitzicht op het strand
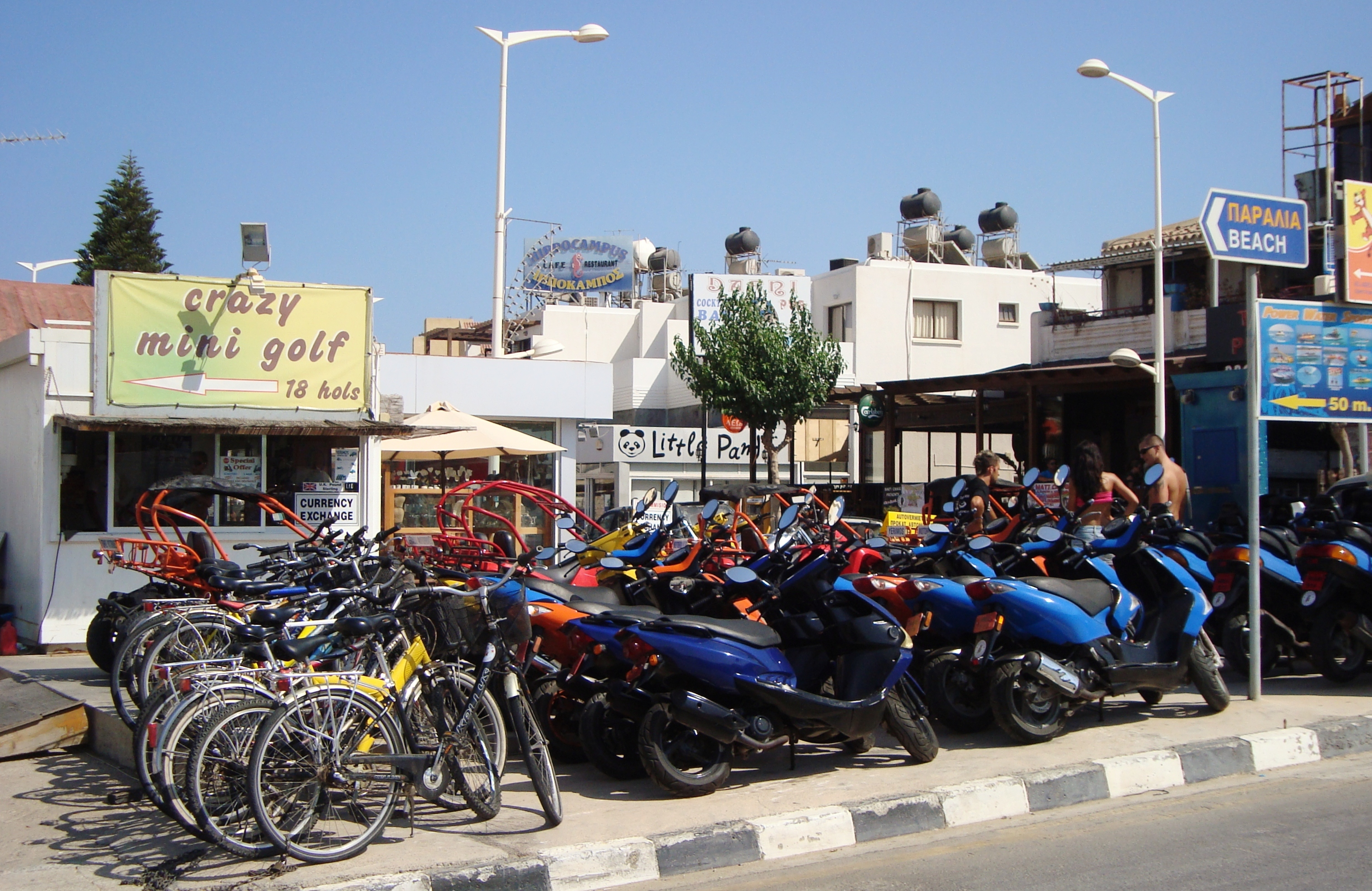
Een motorverhuurbedrijf.
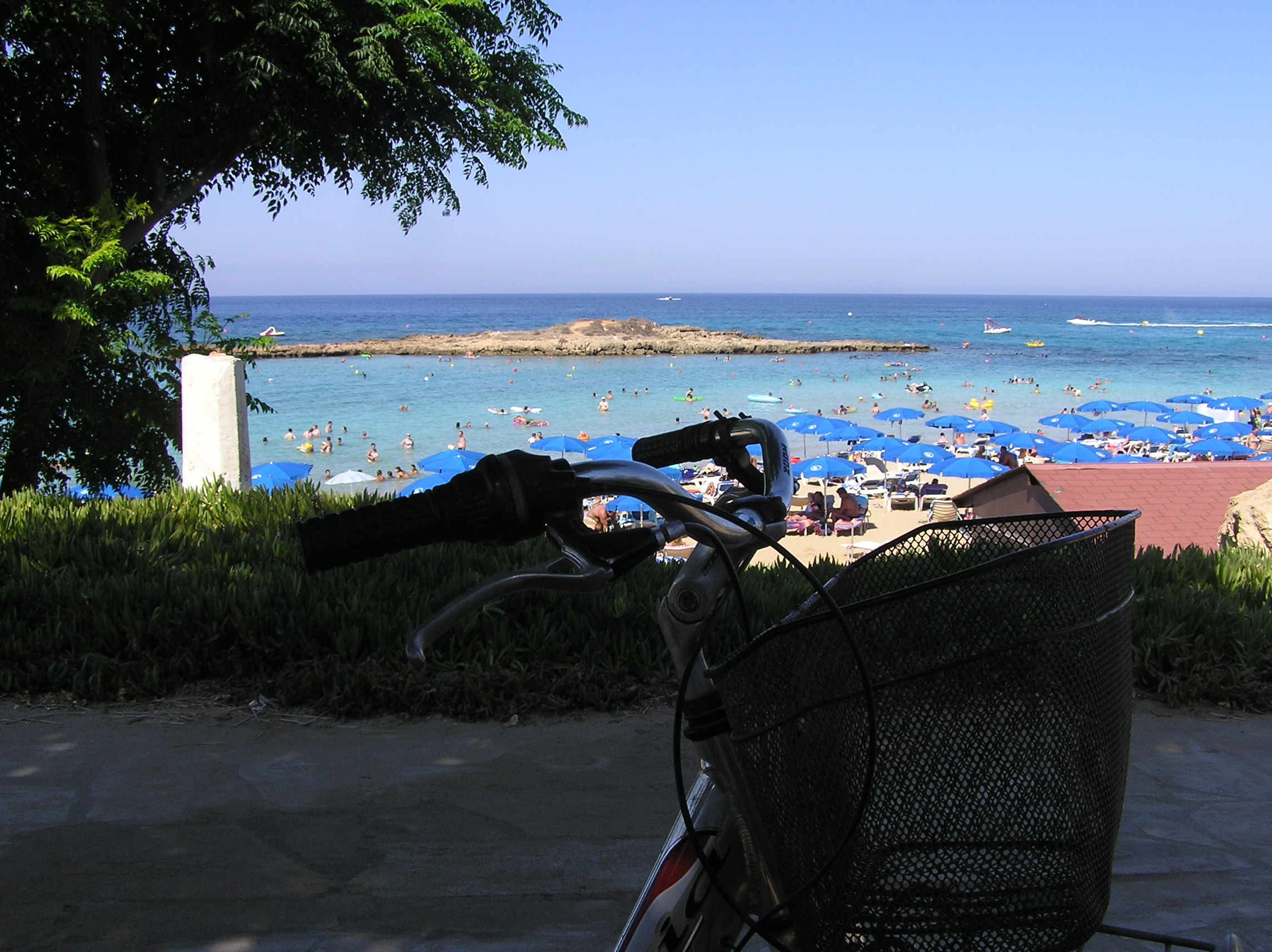
vijgen baai
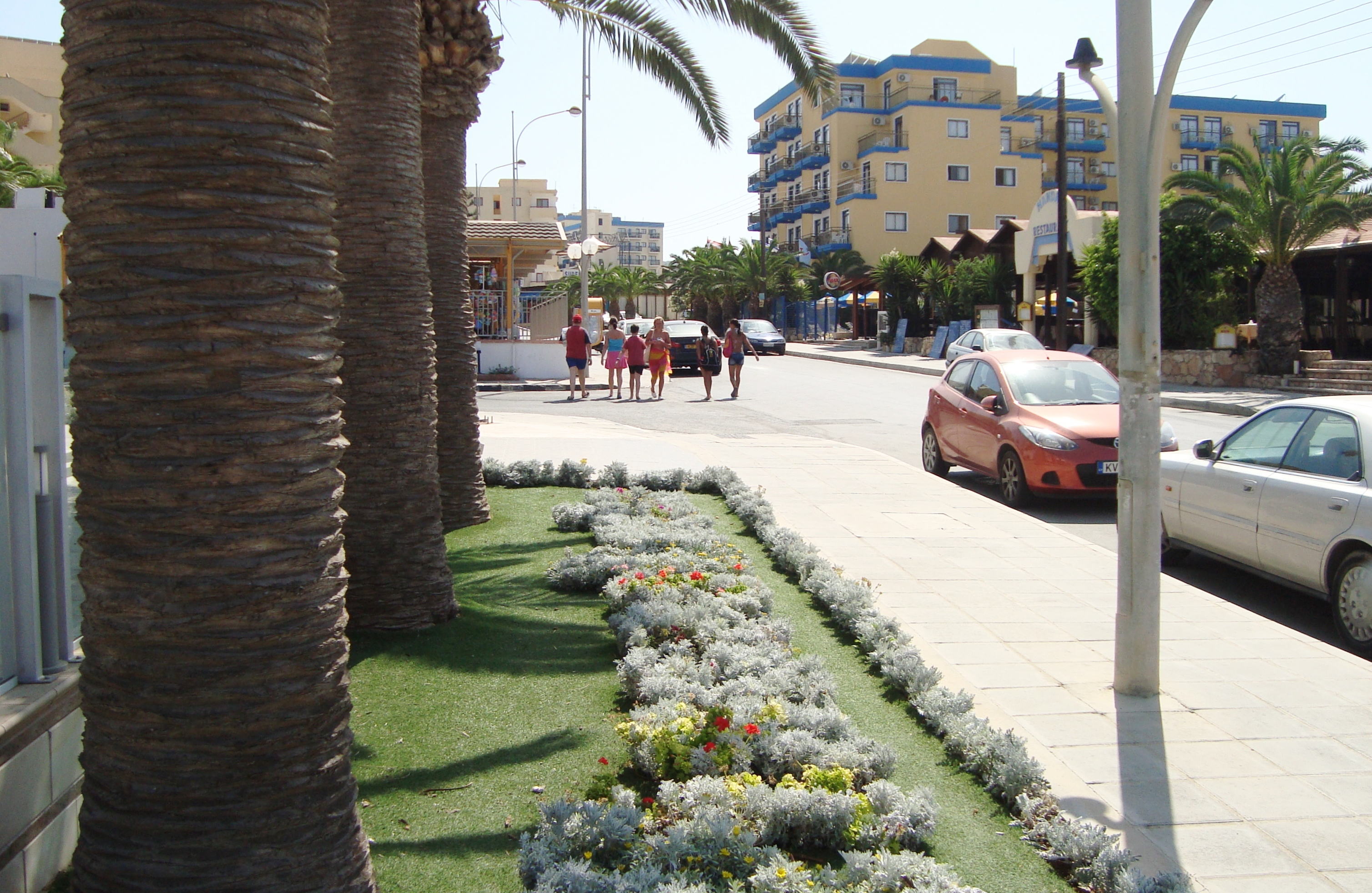
Een typische weg in Protaras
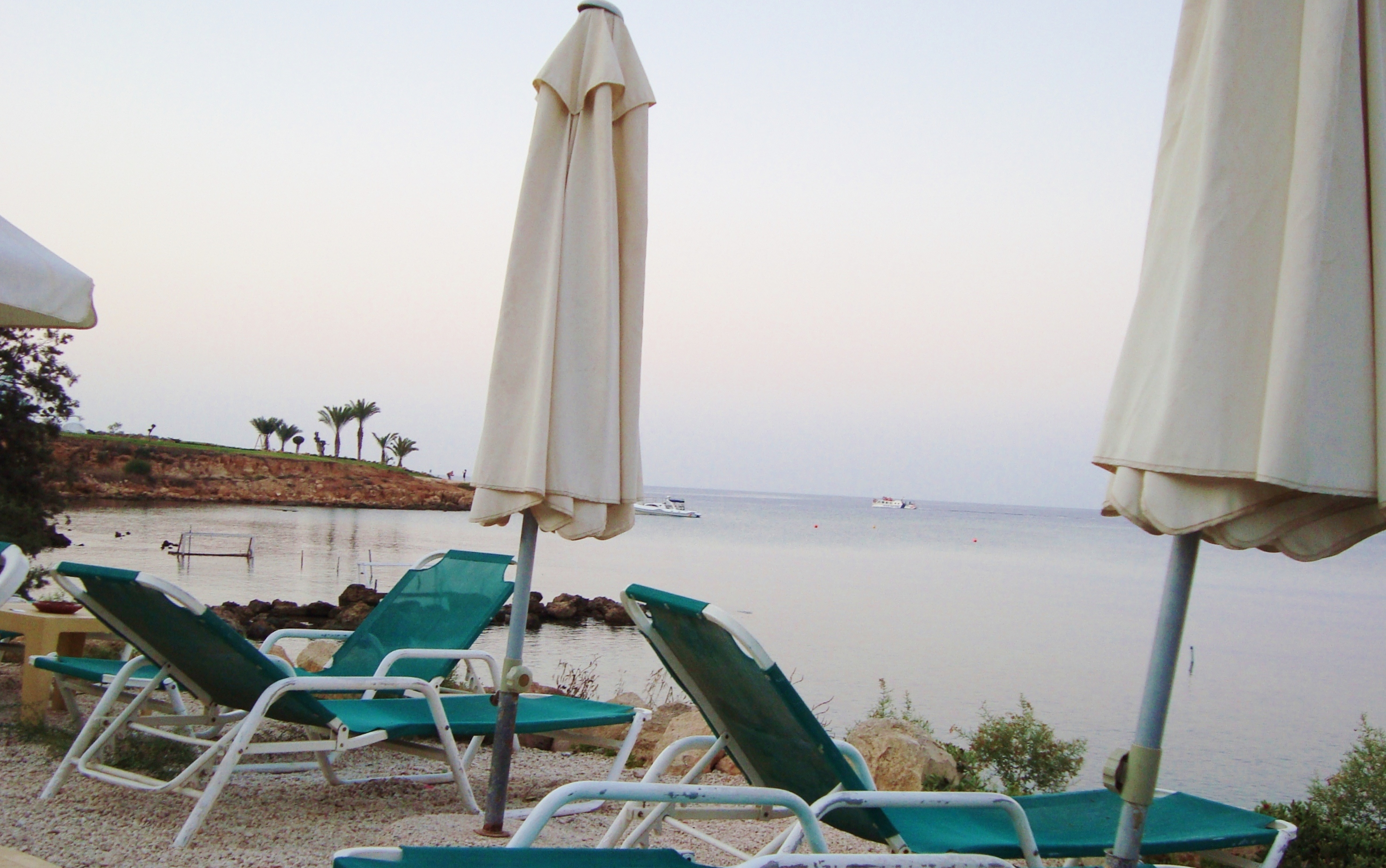
Het strand van Mermaid Bay
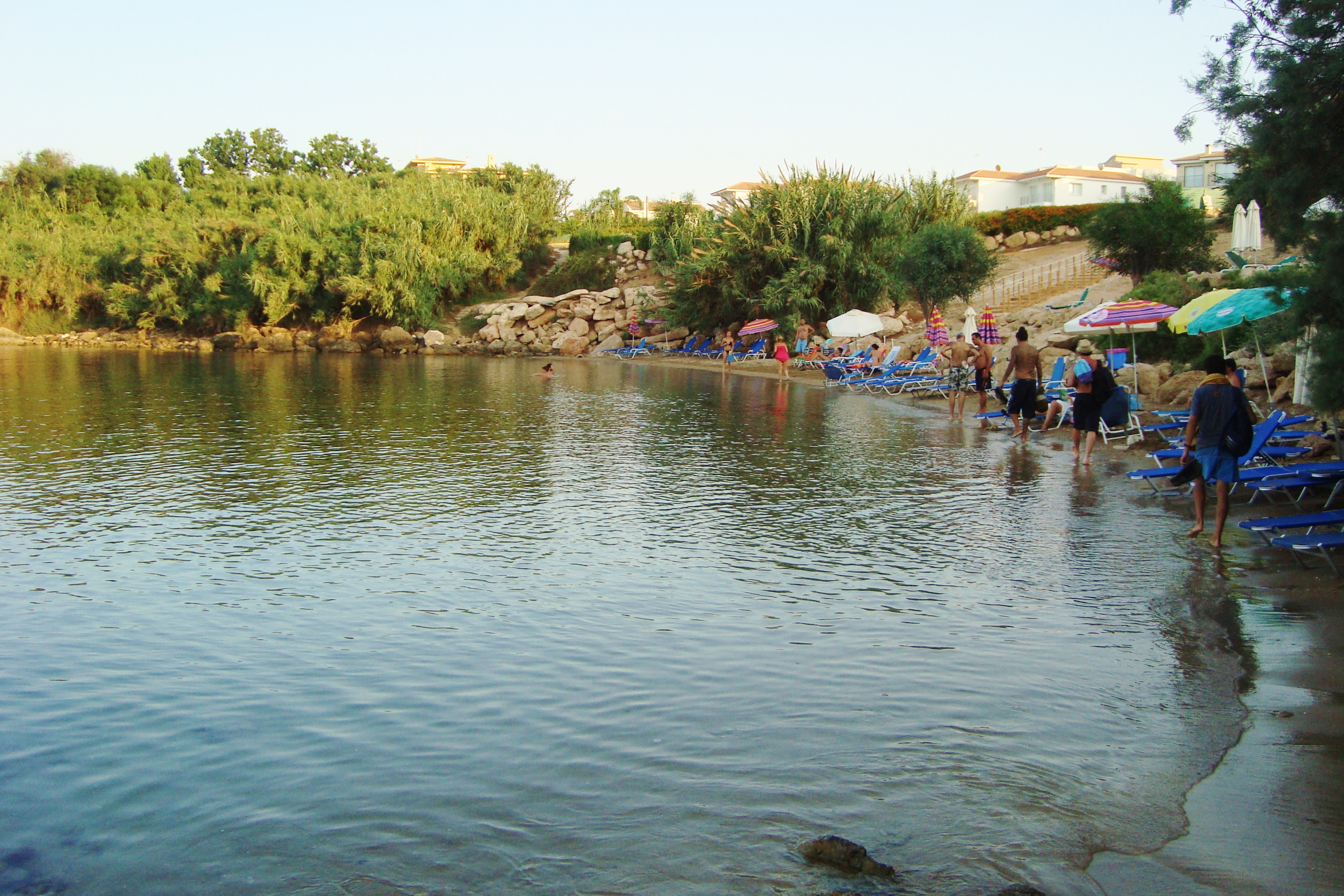
Het strand van Mermaid Bay
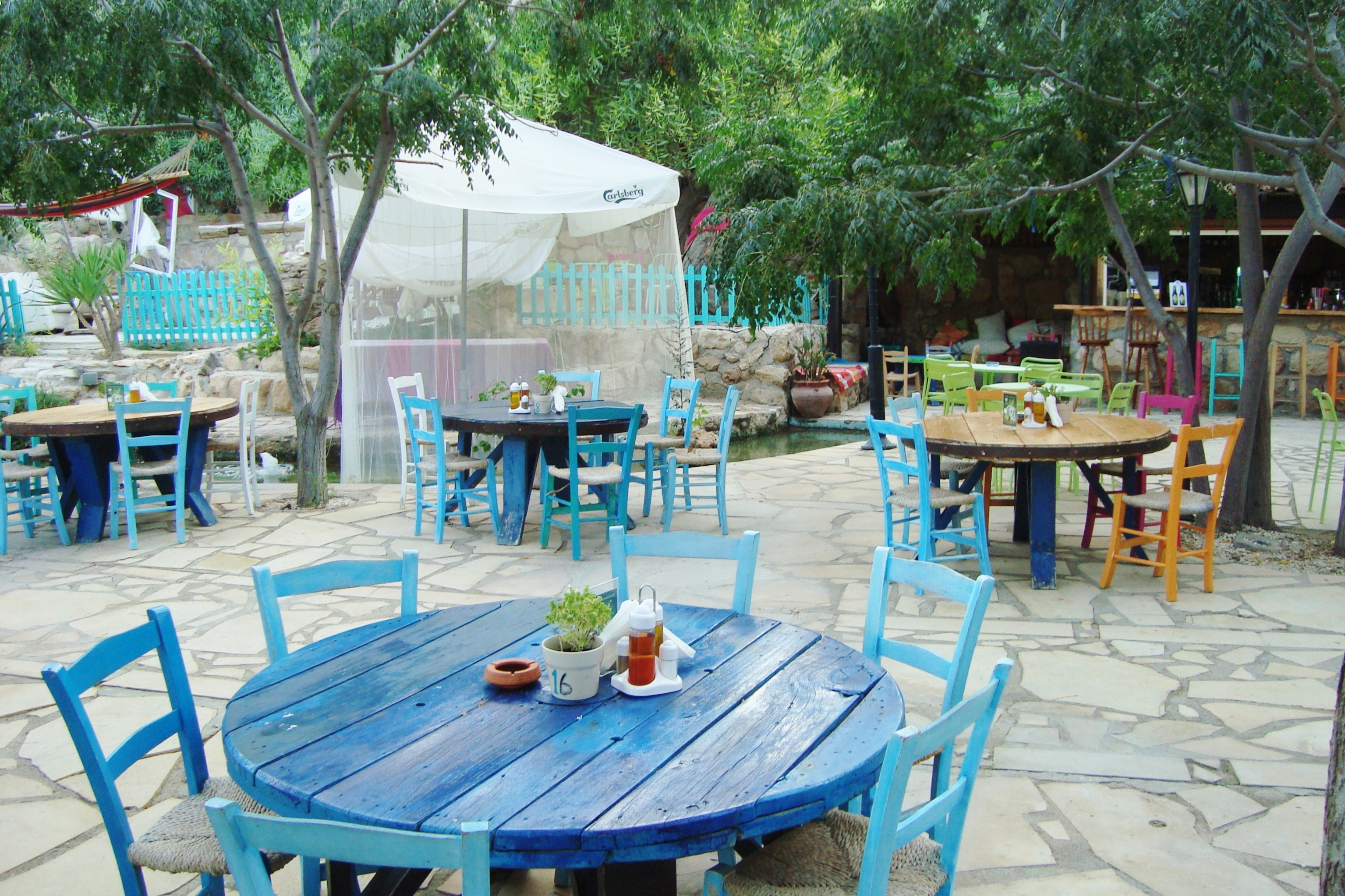
Een taverne in Sirena Bay
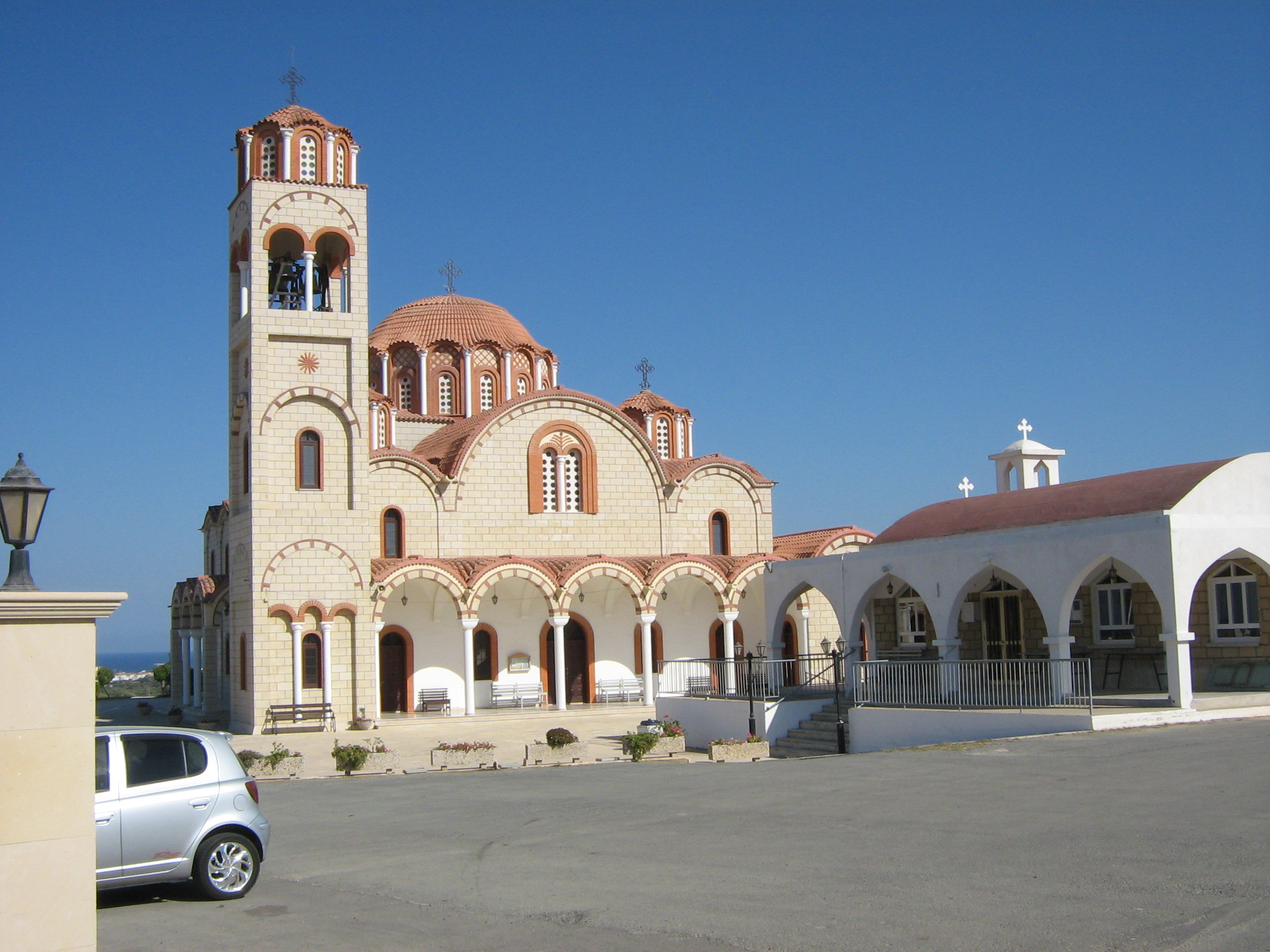
De Kerk van Santa Barbara
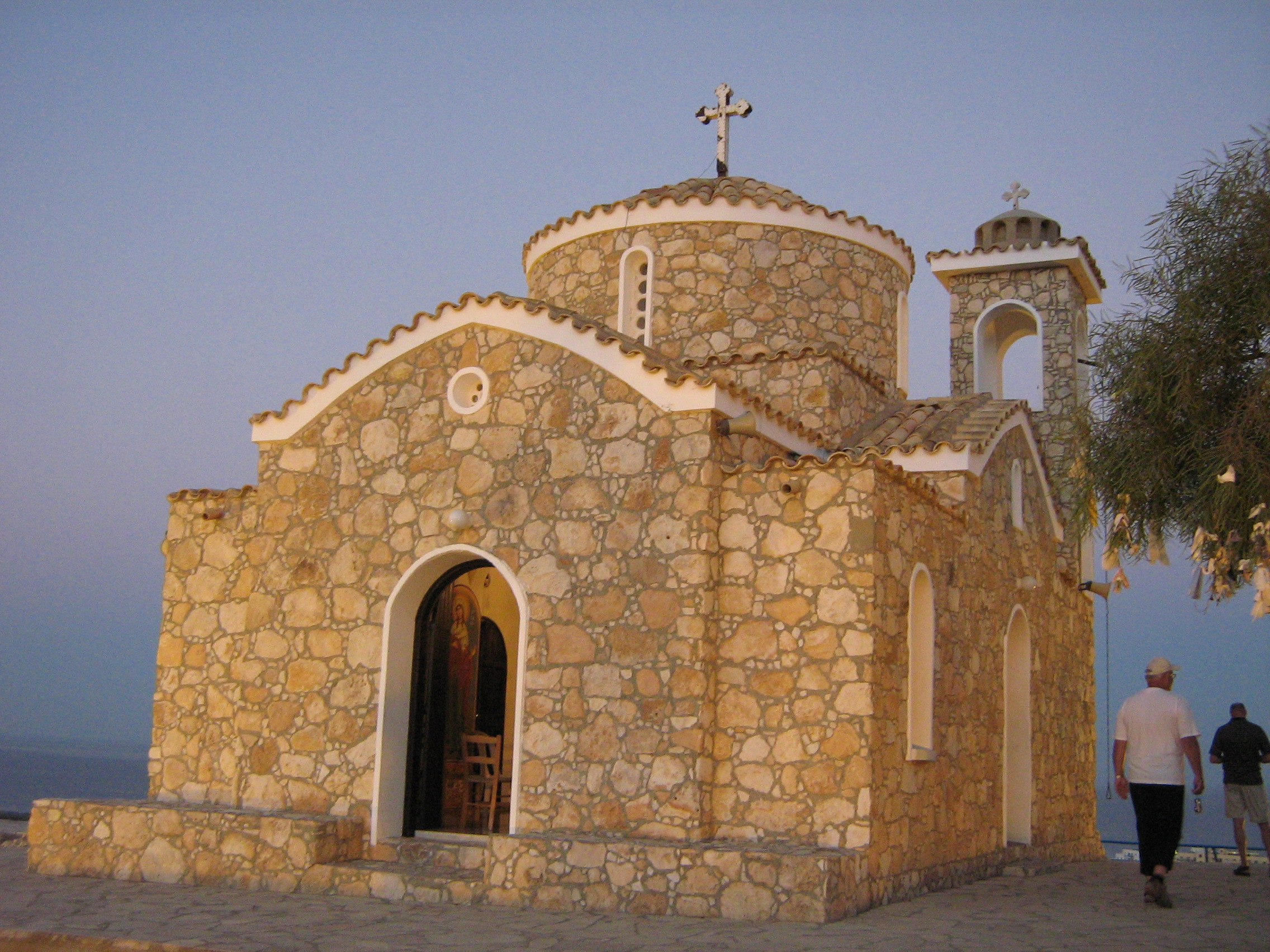
De Kerk van Saint Elias
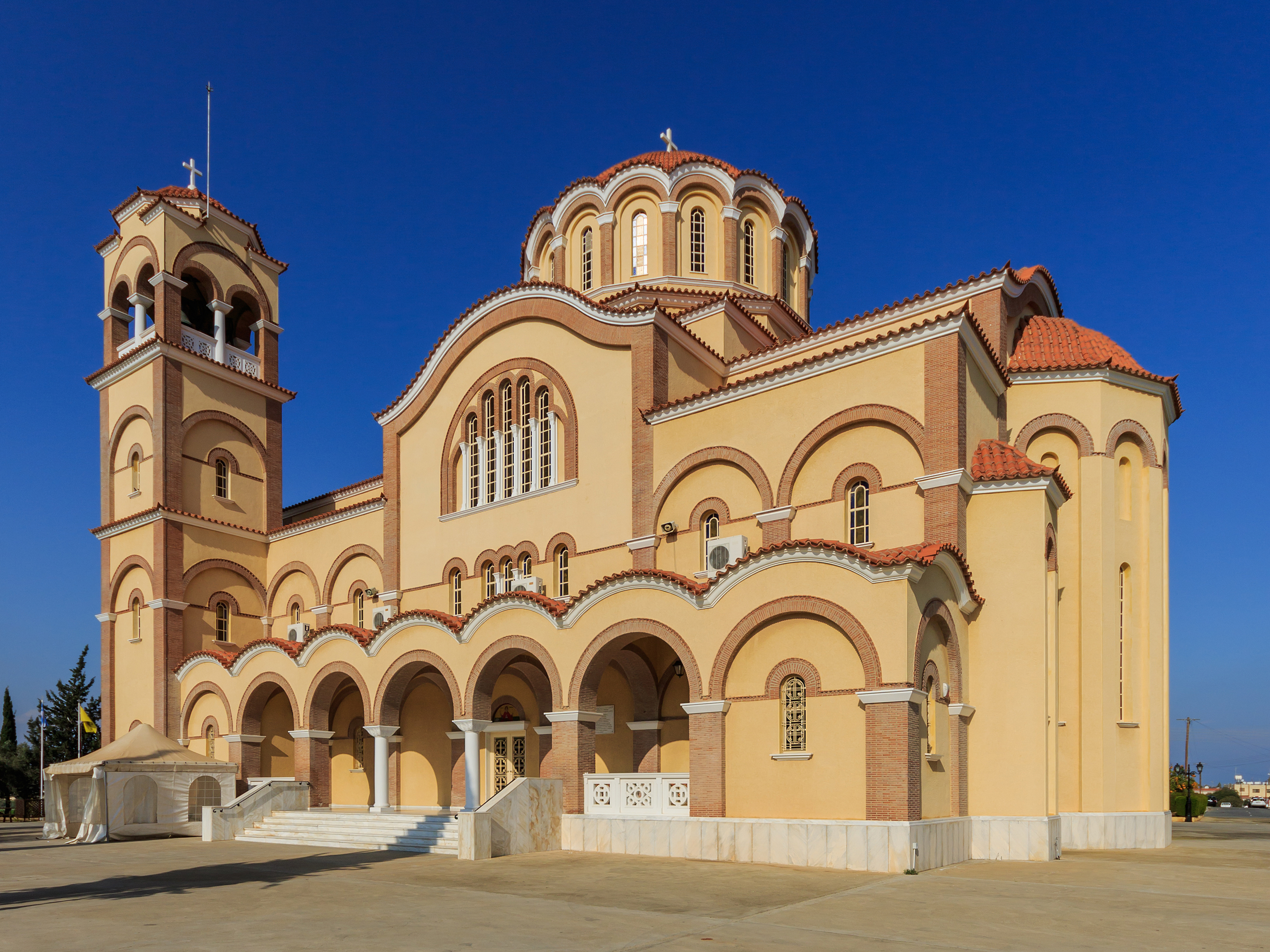
De Kerk van Sint Demetrius
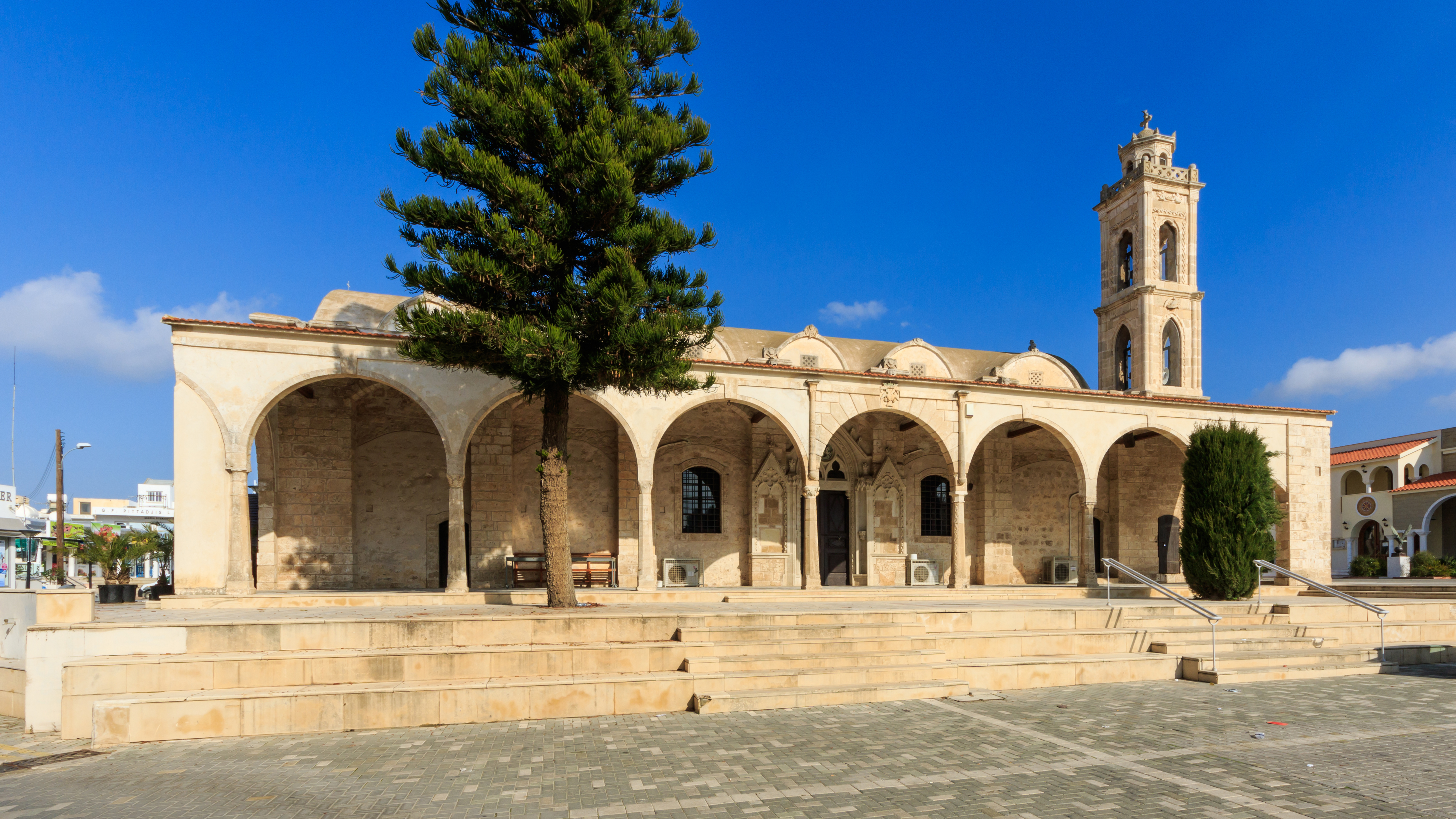
De oude Kerk van Sint-Joris
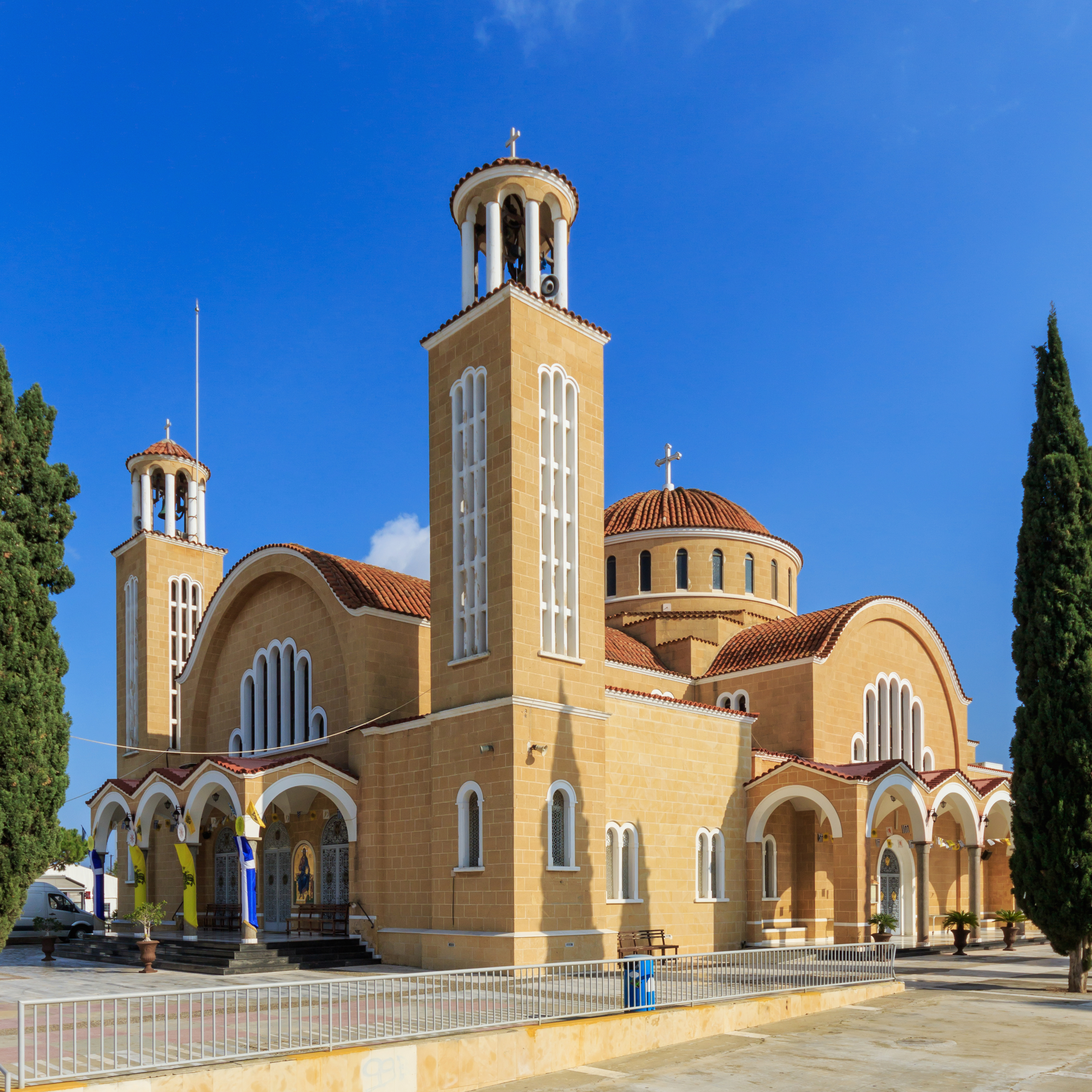
Sint-Joriskathedraal in Paralimni
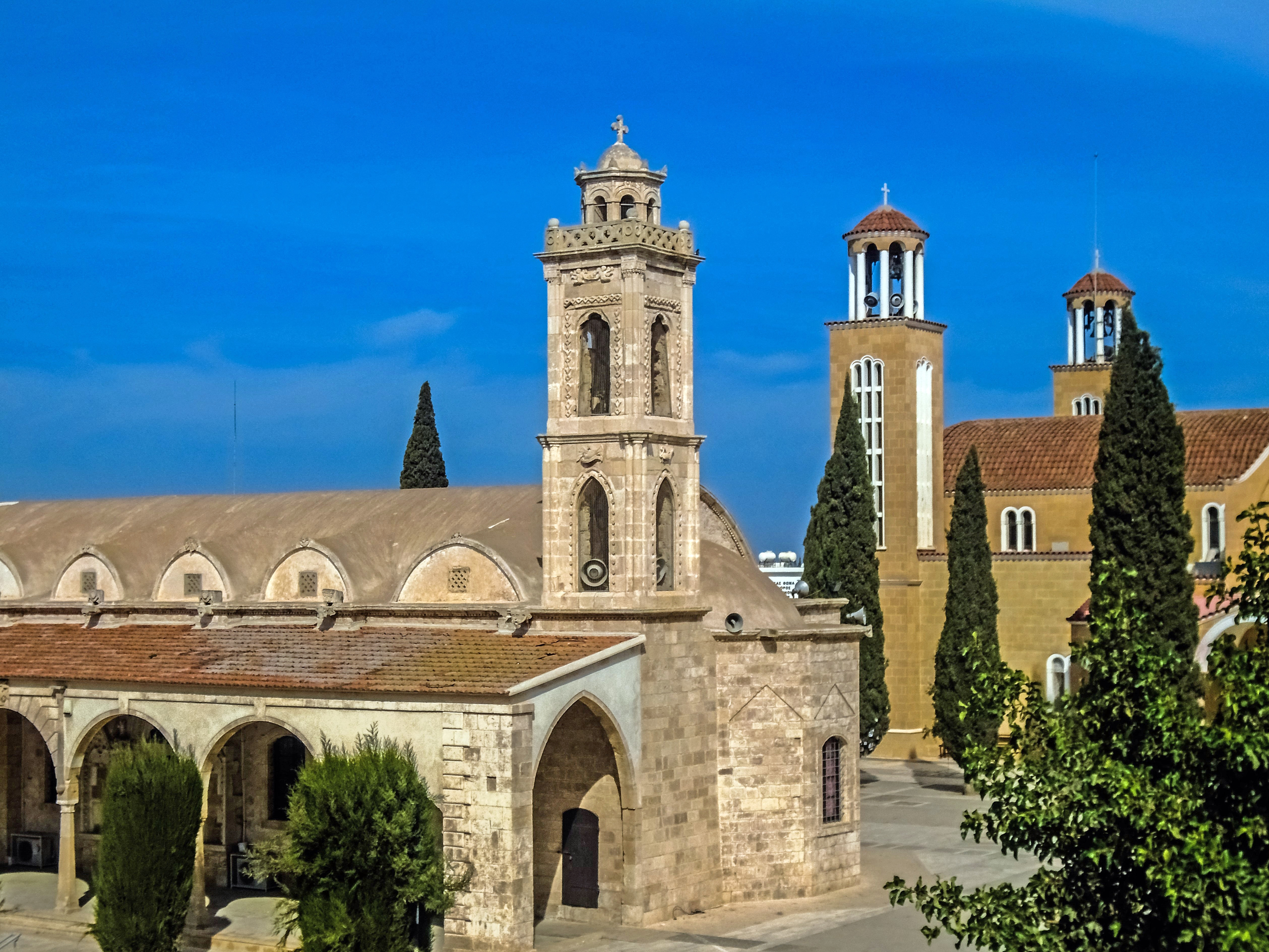
Oude en nieuwe kathedraal van Paralimni
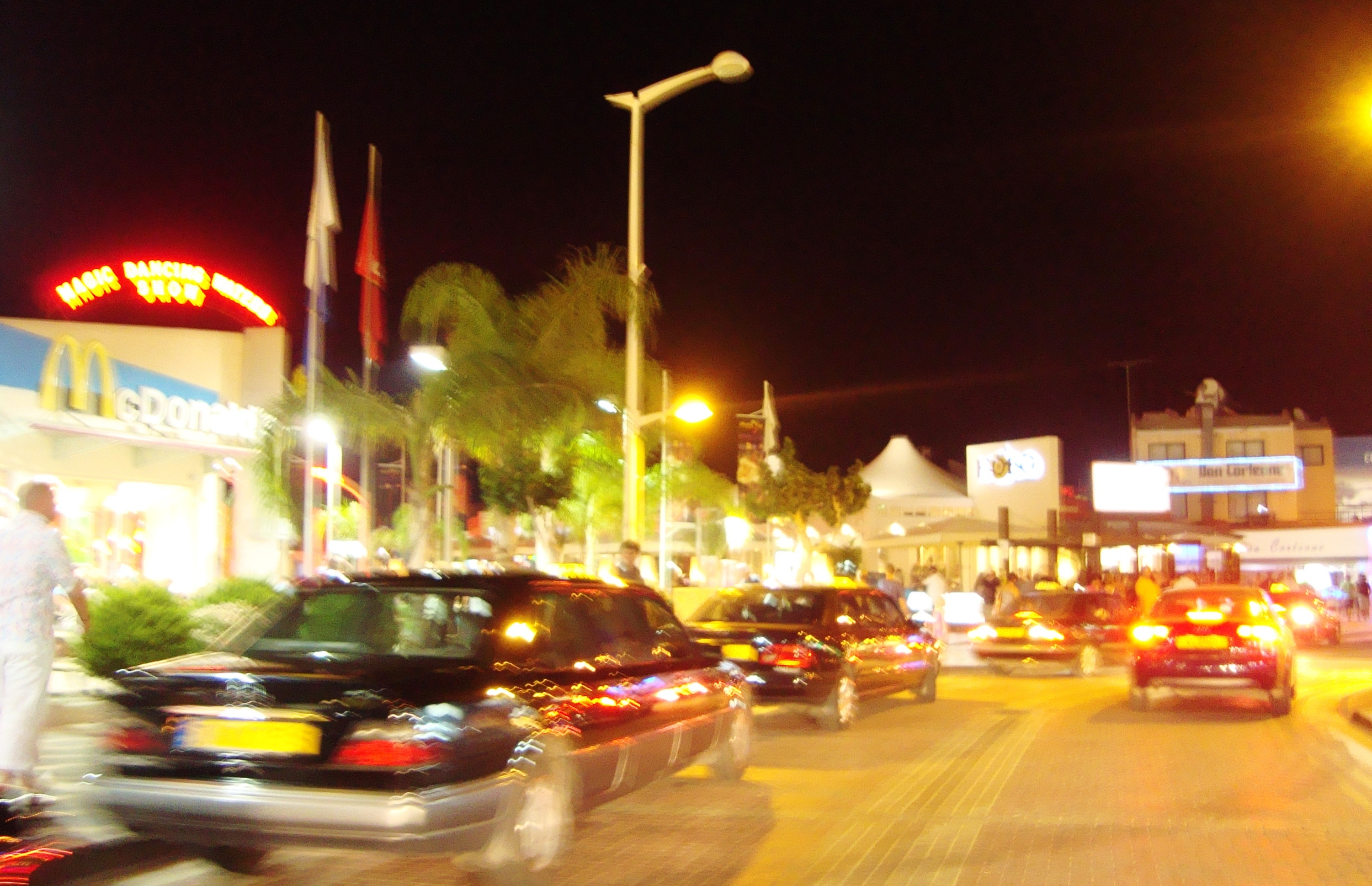
Een straat protaras 's nachts
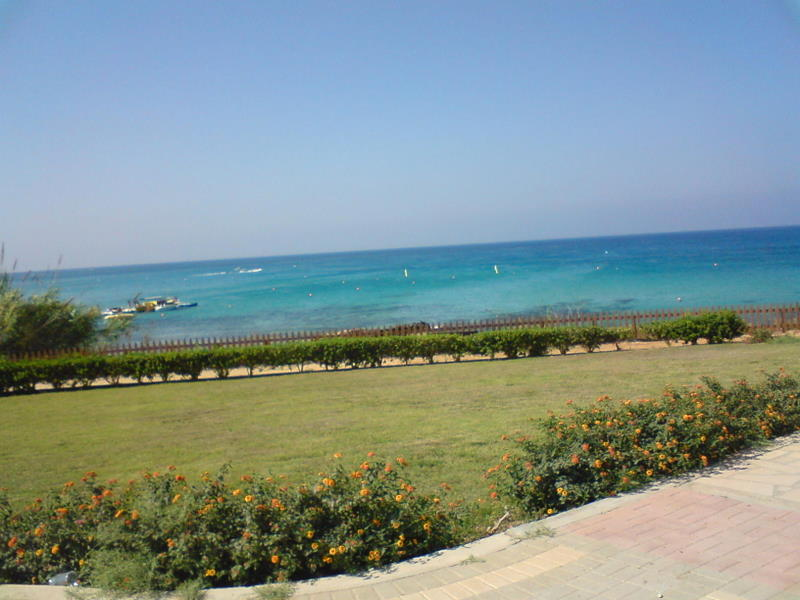
Tuinen in Protaras
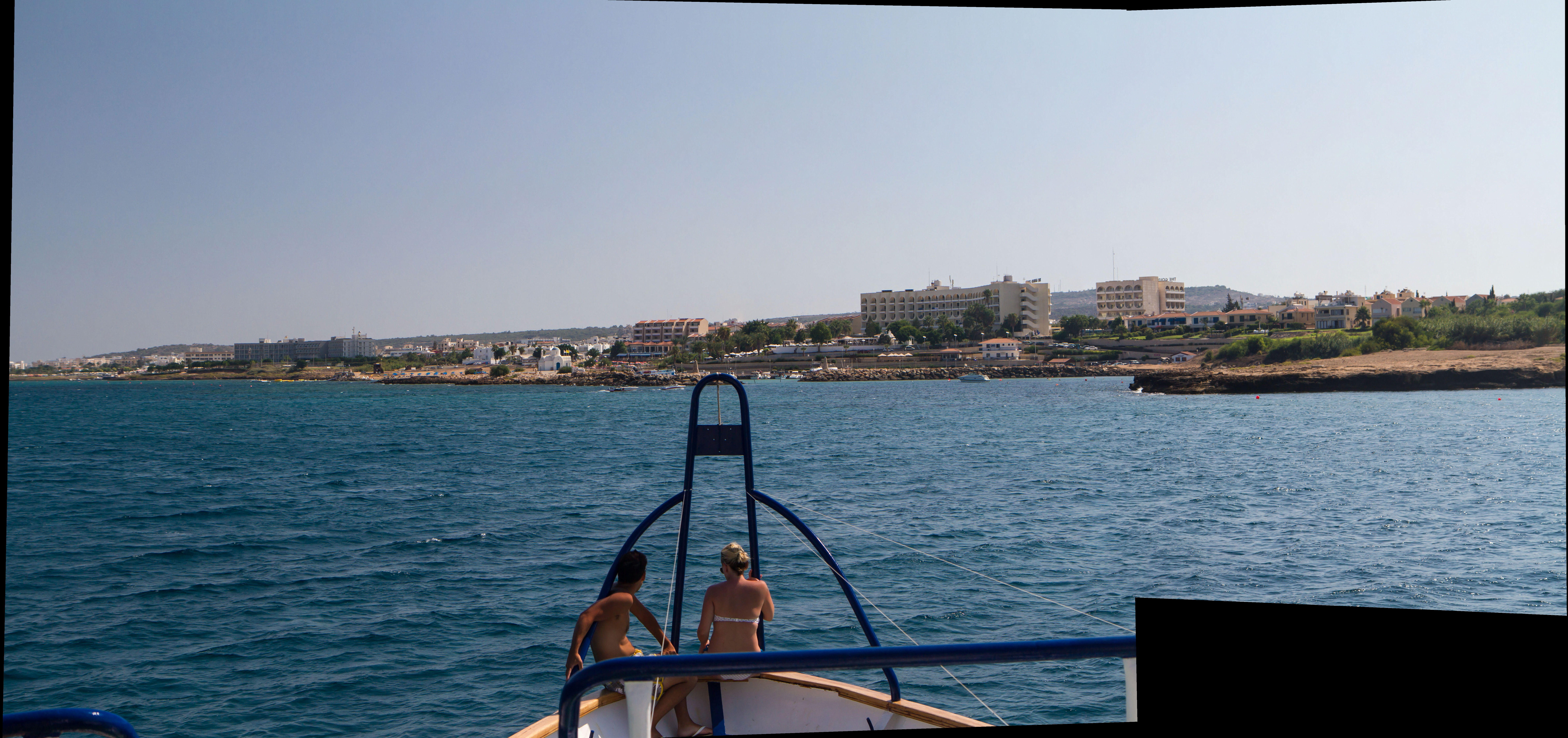
uitzicht vanaf de zee
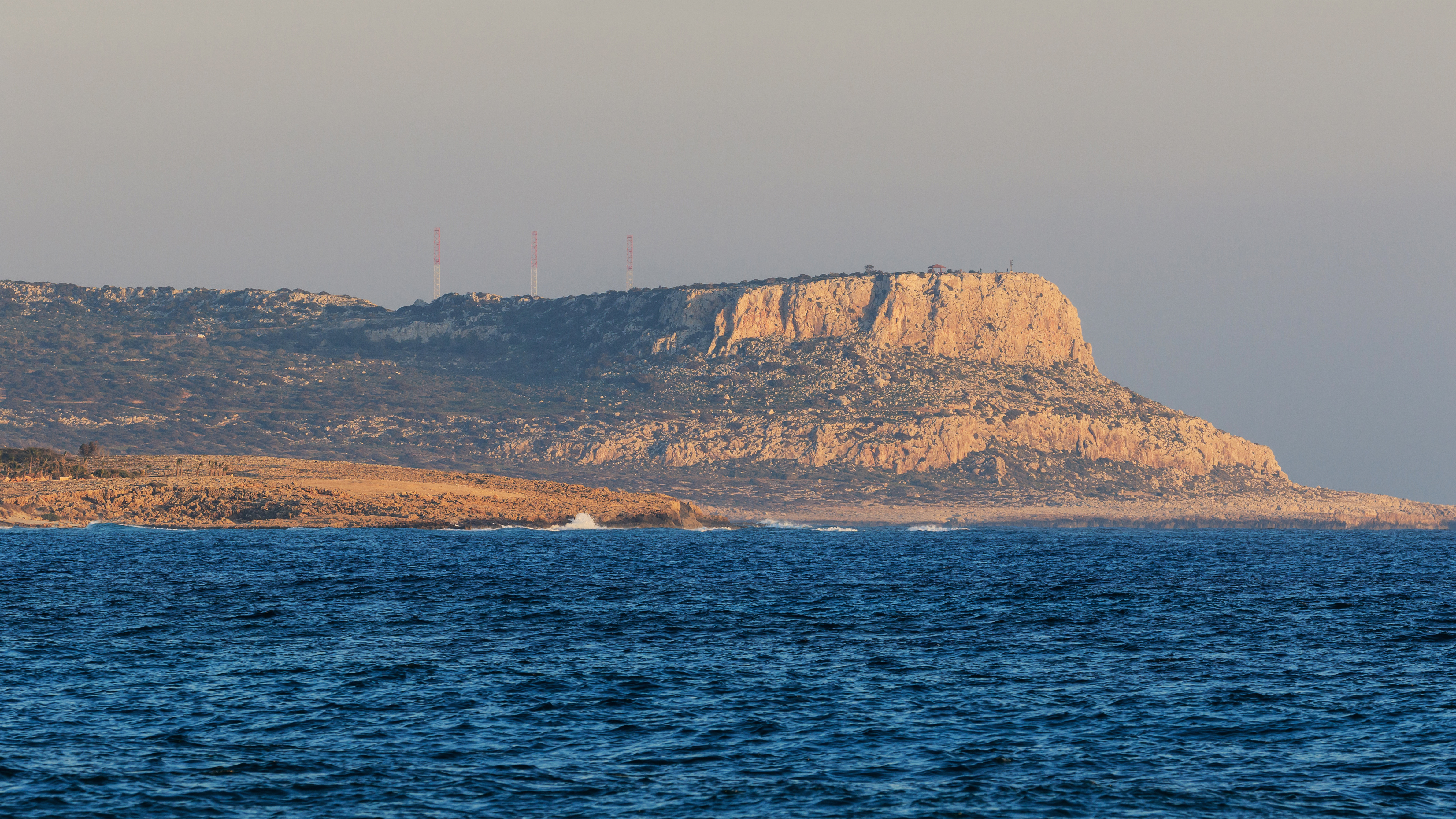
Kaap Greco op het grondgebied van de gemeenschap van Paralimni
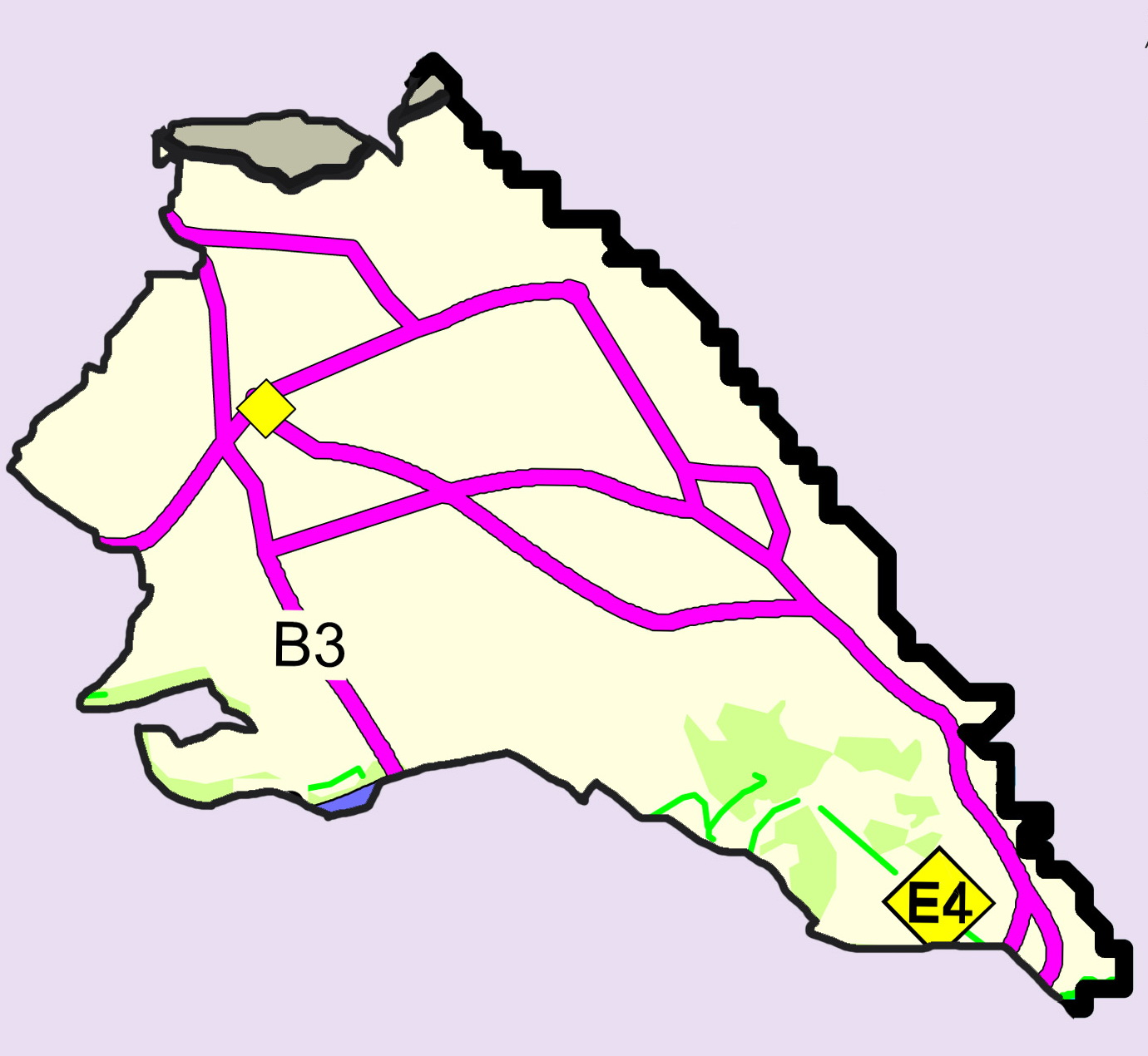
Gemeentelijk gebied en wegennet van Paralimni